# San Marinos Fußballer des Jahres
Pallone di Cristallo (Italienisch für Kristallball) 
ist seit 1998 eine jährliche Auszeichnung des san-marinesischen Fußballverbandes für den besten aus San Marino stammenden Spieler innerhalb eines Jahres.
Eine technische Jury, die vom italienischen Journalisten Giorgio Betti geleitet wird, bestimmt den Preisträger.

## Liste der Fußballer des Jahres
| Jahr | Name                 | Nationalität       | Verein              |
| ---- | -------------------- | ------------------ | ------------------- |
| 1998 | Simone Bianchi       | San Marino         | SS Folgore/Falciano |
| 1999 | Enea Zucchi          | Italien            | Domagnano           |
| 2000 | Evert Zavoli         | San Marino         | Virtus              |
| 2001 | Alex Giaquinto       | Italien            | Tre Penne           |
| 2002 | Nicola Bacciocchi    | San Marino         | Domagnano           |
| 2003 | Giacomo Fambri       | Italien            | Domagnano           |
| 2004 | Federico Gasperoni   | San Marino         | Urbino              |
| 2005 | Marco Casadei        | San Marino         | Domagnano           |
| 2006 | Damiano Vannucci     | San Marino         | Libertas            |
| 2007 | Massimo Agostini     | Italien            | Murata              |
| 2008 | Nicola Chiaruzzi     | San Marino         | La Fiorita          |
| 2009 | Simone Montanari     | Italien            | Juvenes Dogana      |
| 2010 | Mirko Palazzi        | San Marino Italien | Tre Penne           |
| 2011 | Paolo Montagna       | San Marino         | Cosmos              |
| 2012 | Enrico Cibelli       | San Marino         | Tre Penne           |
| 2013 | Aldo Simoncini       | San Marino         | Libertas            |
| 2014 | Francesco Perrotta   | Italien            | Folgore             |
| 2015 | Adolfo Hirsch        | San Marino         | Folgore             |
| 2016 | Nicola Gai           | Italien            | Tre Penne           |
| 2017 | Danilo Rinaldi       | San Marino         | La Fiorita          |
| 2018 | Nicolò Angelini      | San Marino         | Domagnano           |
| 2019 | Luca Ceccaroli       | San Marino         | Tre Penne           |
| 2020 |                      |                    |                     |
| 2021 | Gianluca Vivan       | Italien            | La Fiorita          |
| 2022 | Roberto Di Maio      | Italien San Marino | La Fiorita          |
| 2023 | Luca Ceccaroli       | San Marino         | Tre Penne           |
| 2023 | Alessandro Golinucci | San Marino         | Virtus              |